# Mihal Ciko
Mihal Ciko (ur. 29 sierpnia 1901 w Korczy, zm. 24 stycznia 1986 w Tiranie) – albański muzyk, reżyser i śpiewak operowy (baryton).

## Życiorys
Był synem rzemieślnika Gjergj Ciko. Pochodził z rodziny, która w 1909 r. wyemigrowała do Bukaresztu, gdzie w tym czasie żyła liczna społeczność albańska. Tam też w towarzystwie artystycznym „Lyra” szesnastoletni wówczas Ciko zaczynał swoją przygodę z muzyką - początkowo jako chórzysta, potem także występując jako aktor w przedstawieniach teatralnych. W 1917 wystąpił na jednej ze scen Bukaresztu w sztuce „Besa” Sami Frasheriego. Do Albanii wrócił w 1920 i razem z malarzem Vangjushem Mio założył w Korczy towarzystwo artystyczne Sztuki piękne (alb. Artet e bukura). Założony przez niego zespół muzyczny występował w okolicach Korczy dla miejscowej ludności.
Kształcił się w Wiedniu, a w latach 1923-1928 studiował w klasie śpiewu w konserwatorium im. Giuseppe Verdiego w Mediolanie. Jeszcze w okresie studiów zadebiutował na scenach operowych, występując w roli Alfo w Rycerskości wieśniaczej. Występ na międzynarodowym konkursie pieśni ludowej w Mediolanie w 1929 r. przyniósł mu pierwszą nagrodę. Sukces rozpoczął serię występów na scenach operowych włoskich i rumuńskich. Do Albanii powrócił w 1942 i objął stanowisko dyrektora muzycznego Radia Tirana.
Po II wojnie światowej prowadził działalność koncertową w największych miastach Albanii, śpiewając głównie pieśni ludowe. W 1946 powstał w Tiranie Komitet Kultury i Sztuki, zajmujący się organizacją życia artystycznego w Albanii, a Guraziu wszedł w skład jego komisji muzycznej. W latach 1946-1950 kierował chórem w Korczy. Po utworzeniu w 1950 Filharmonii Albańskiej zaczął w niej pracę jako solista i nauczyciel śpiewu. W 1953 zagrał jedną z głównych ról w operze Rusałka Aleksandra Dargomyżskiego, wystawionej jako pierwsze dzieło operowe na scenie Teatru Opery i Baletu. Dwa lata później był reżyserem pierwszej opery albańskiej Agimi (Świt), skomponowanej przez Kristo Kono. Od 1961 poświęcił się głównie pracy pedagogicznej w Konserwatorium w Tiranie.

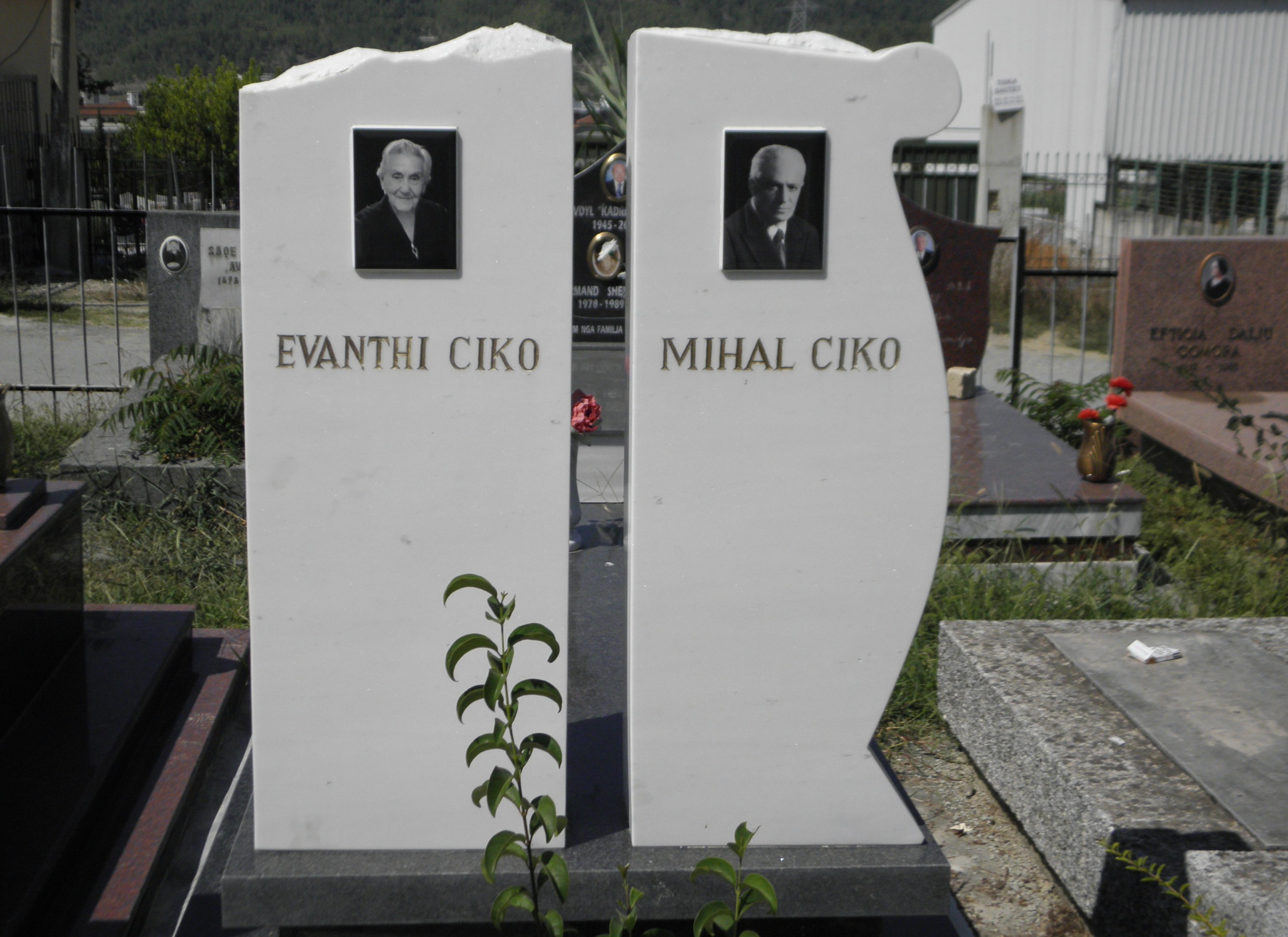
Grób Mihala Ciko i jego żony na cmentarzu Sharre

Zmarł w 1986, został pochowany na cmentarzu Sharre w Tiranie. Za swoją działalność otrzymał tytuł Zasłużonego Artysty (alb. Artist i Merituar). Jego imię noszą ulice w Tiranie i w Korczy.
W życiu prywatnym był żonaty (żona Evanthi), jego syn Zhan Viktor Ciko (ur. 1945) jest także śpiewakiem operowym.